# Шмельков, Павел Михайлович
Па́вел Миха́йлович Шмелько́в (17 июня 1928 — 2010) — советский дипломат. Чрезвычайный и полномочный посол (1990).

## Биография
Окончил Московский государственный университет в 1951 году. Кандидат исторических наук.
- В 1951—1958 годах — сотрудник Советского комитета защиты мира.
- В 1958—1963 годах — заведующий африканским отделом Союза советских обществ дружбы (ССОД).
- В 1963—1966 годах — 1-й секретарь в центральном аппарате МИД СССР.
- В 1966—1969 годах — атташе по культуре посольства СССР в Ливане.
- В 1969—1974 годах — советник по культуре посольства СССР в Алжире.
- В 1974—1982 годах — заместитель начальника управления МИД СССР.
- С 18 марта 1987 по 21 марта 1991 года — чрезвычайный и полномочный посол СССР в Кабо-Верде[1][2].

После отставки — президент Общества друзей Кабо-Верде.

## Дипломатический ранг
- Чрезвычайный и полномочный посол (1 ноября 1990)[4].

## Публикации
- Республика Кабо-Верде : Справ / П.П. Данилов, П.М. Шмельков; Рос. акад. наук, Ин-т Африки. - М. : Издат. фирма Вост. лит. РАН, 2001. С. 135 ISBN 5-02-018242-7